# Lois Peña Novo
Lois Peña Novo (Villalba, 5 de agosto de 1893 - Otero de Rey, 24 de julio de 1967), también conocido como Luis Peña Novo, fue un político y escritor español de Galicia, de ideología nacionalista gallega.

## Biografía
Nació en el lugar de Rollo, hoy una calle de Villalba (provincia de Lugo), el 5 de agosto de 1893. Era hijo de Vicente Peña Rodríguez y María Novo Pardo. Su familia era labriega, siendo Lois el quinto de los hermanos. Estudió en el Seminario de Mondoñedo y después cursó la carrera de Derecho en la Universidad de Santiago de Compostela, terminando en 1915. En el curso siguiente trabajó como profesor auxiliar de Lois Porteiro en la misma Facultad en la que estudiaba.
En 1916, año en que se fundó la primera Irmandade da Fala, se incorporó a la de Compostela y participó como cofundador en la de Villalba.
En 1918 fue redactor del Programa das Irmandades da Fala, aprobado en la I Asamblea Nacionalista celebrada en Lugo. Entre otros recogía la petición de la autonomía integral de Galicia y la igualdad de derechos de mujeres y hombres.
Peña Novo fue el primer concejal electo en una candidatura nacionalista en Galicia, resultando elegido en el ayuntamiento de La Coruña en los comicios del 8 de febrero de 1920 (en los que su compañero de candidatura, Antonio Villar Ponte, perdió por muy pocos votos).
En 1921 publicó el libro La Mancomunidad Gallega, el cual fue la referencia de los galleguistas a la hora de concretar sus ansias de autogobierno.
Con la proclamación de la Segunda República fue miembro de la comisión redactora del Proyecto de Estatuto de Autonomía para Galicia de la Federación Republicana Gallega y poniente en la presentación y defensa de dicho Proyecto estatutario en la Asamblea celebrada en La Coruña los días 4 y 5 de junio de 1931. En ella se aprobaron las "Bases para el Estatuto Gallego".
El 8 de mayo de 1936 fue uno de los asistentes a la junta de los diputados y de los compromisarios (para elegir al Presidente de la República) elegidos en Galicia, con el objetivo de darle apoyo al proyecto estatutario en un tiempo que se valoró como "coyuntura magnífica para someter a referéndum el proyecto de Estatuto Gallego". En junio de 1936 participó activamente en la campaña pro-Estatuto de Galicia.
Peña Novo ejerció diversos cargos durante la Segunda República: Gobernador civil de Cáceres (desde el 6 de mayo al 31 de agosto de 1932), Sevilla (desde el 31 de agosto al 9 de diciembre de 1932), Valencia (desde el 22 de agosto al 14 de septiembre de 1933), y Gobernador general de Extremadura (nombrado el 7 de diciembre de 1932). Fue un fiel defensor de la República en su caída ante la sublevación militar del 17 de julio de 1936, manteniendo su lealtad a los dirigentes democráticamente elegidos y defendiendo mientras fue posible el Gobierno Civil de Lugo.
Su pertenencia al bando republicano supuso el comienzo de las penalidades: fue encarcelado primero en Lugo y después en Baralla. Más tarde fue deportado a Mallén (Zaragoza), para luego regresar como confinado a Villalba al final de la guerra. 
De esta etapa de su vida, únicamente se conoce su asistencia (hacia el año 1945), a una reunión celebrada en La Coruña por iniciativa de Ramón Piñeiro. En dicha reunión se pretendían iniciar los contactos para la formación de un frente democrático opuesto al franquismo. Pero dos años más tarde, Ramón Piñeiro fue detenido, lo cual echó a perder esta pretensión, y significó el final de la actividad política de Peña Novo.
Desde entonces, su vida se concentró en el ámbito de lo privado y en el ejercicio de la abogacía en su despacho de Villalba. La única excepción la constituyó la obtención del premio Mouronte en febrero de 1959 por su artículo La inversión del ahorro campesino, publicado en el periódico La Noche con el seudónimo Luís de Cadaval.
En 1962, cuando su edad ya se acercaba a los setenta años, se fue a Madrid para vivir en la casa de su hijo, el médico Lois Peña López. Peña Novo retornó a Villalba todos los veranos hasta que, en uno de esos viajes, el 24 de julio de 1967 él y su esposa fallecieron en un accidente de automóvil en Robra (Otero de Rey).

## Pensamiento
Lois Peña Novo fue, con varios libros y cientos de artículos (publicados en El Pueblo Gallego, Galicia, A Nosa Terra, Acción Coruñesa, Revista Nós, El Ratón), uno de los principales estudiosos de la realidad socioeconómica gallega del primer tercio del siglo XX y de las tentativas de su resolución. Se puede sintetizar el pensamiento de Peña Novo en las siguientes formulaciones:
- Galicia nación, que aspiraría a la autonomía integral, y a convertirse en un estado dentro de la República Federal Española. Su soporte económico-social sería un campesinado dueño de sus tierras, organizado en cooperativas y con acceso fácil al crédito para mejorar la agricultura y la ganadería que, junto con las industrias de transformación, con el aprovechamiento forestal, la pesca y las industrias derivadas, y la explotación mineral, debían constituir los pilares básicos de su estructura económica.[1]

- Negación-oposición al antiguo Estado español, representado emblemáticamente por Castilla, que con su forma de representación política -el caciquismo- y su sistema arancelario proteccionista, impidió el desarrollo de Galicia en sus aspectos políticos y económicos.[1]

- Integración con Portugal, nación que formó antaño una unidad con Galicia, que podría haber sido la gran potencia atlántica, más fuerte que Inglaterra, de no imponérsele a Galicia, cuando ya finalizaba el siglo XV, la unidad hecha por los Reyes Católicos.[1]

- Analogía por afinidad ética con Irlanda, que por aquellos años (en 1919) se independizó del Reino Unido, y por afinidad política con Cataluña y el País Vasco, que intentaban conseguir la independencia respecto al Estado español.[1]